# Elezioni europee del 2024
Le elezioni europee del 2024 si sono tenute nei 27 Stati membri dell'Unione europea tra il 6 e il 9 giugno, come deciso unanimemente dal Consiglio dell'Unione europea, con la libertà per ogni stato membro di organizzarle in uno o più giorni tra questi secondo le consuetudini elettorali nazionali.
Si è trattato della decima tornata elettorale per il Parlamento europeo (il primo voto popolare risale al 1979), la prima dopo l'uscita del Regno Unito dall'Unione europea.

## Sistema di voto
Il 13 settembre 2023 il Parlamento europeo ha votato per aumentare il numero di eurodeputati da 705 a 720, al fine di rispettare le variazioni demografiche tra gli Stati membri.
Ai sensi della consolidata Decisione del Consiglio 2002/772 e dei relativi princìpi legislativi europei, ciascuno Stato membro ha potuto stabilire la propria legge elettorale per l'attribuzione dei seggi che gli spettano, purché il metodo utilizzato fosse della famiglia proporzionale e la soglia di sbarramento non fosse superiore al 5%.
Sebbene la maggior parte degli Stati abbia utilizzato una circoscrizione unica nazionale per la ripartizione dei propri seggi, c'è stata la possibilità, per ciascuno Stato membro, di suddividere il proprio territorio in più circoscrizioni elettorali, sempre ai sensi della medesima decisione.

### Tentativi di riforma
Nell'ottobre 2008 l'eurodeputato britannico Andrew Duff si rivolse al Parlamento europeo affinché venisse riformata la legge elettorale in vista delle elezioni del 2014, includendo un collegio di 25 seggi in cui i cittadini europei potessero votare sulla base di liste transnazionali.
Duff venne conseguentemente nominato relatore, in quanto il Parlamento aveva il diritto di iniziativa in questo campo, ma il Consiglio, dovendo votare in merito all'unanimità, non si espresse mai in materia.
Dopo le elezioni del 2009, dunque, Duff propose una nuova versione della sua riforma, che venne approvata dalla Commissione per gli affari costituzionali nell'aprile 2011. La sessione plenaria del Parlamento, tuttavia, la respinse il luglio successivo.
Una terza versione fu pubblicata nel settembre 2011 e fu approvata dalla Commissione affari costituzionali a gennaio 2012, ma fu ritirata prima di essere discussa dal Parlamento a marzo, per timore che potesse essere nuovamente respinta.
Nel mentre, nel giugno del 2018, il Consiglio ha approvato delle modifiche al sistema elettorale europeo per riformare la legge elettorale del 1976, già modificata nel 2002. Le nuove disposizioni inclusero una soglia di sbarramento obbligatoria del 2% per gli Stati membri che eleggessero più di 35 eurodeputati e regole per evitare che gli elettori potessero votare in più Stati. Dopo l’adozione della legge da parte del Consiglio col consenso del Parlamento, non tutti gli Stati membri l'hanno ratificata prima delle elezioni del 2019, che si sono tenute con le regole in vigore. Al novembre del 2023 la riforma non è stata ancora ratificata da Cipro e Spagna, mentre la Germania ha proceduto con la ratifica solo a giugno.
Il 3 maggio 2022, infine, il Parlamento europeo si è espresso per l'adozione di una nuova legge elettorale, che conterrebbe le disposizioni per eleggere 28 seggi sulla base di liste transnazionali. Al 2023, tuttavia, la riforma non è stata ancora vagliata dal Consiglio, che deve approvarla all'unanimità.

### Data delle elezioni
Così come stabilito dall'articolo 14 del Trattato sul funzionamento dell'Unione europea, le elezioni del Parlamento europeo si tengono ogni cinque anni. Poiché le europee del 2019 si sono tenute dal 23 al 26 maggio, le nuove consultazioni sono state fissate nella finestra temporale che andava dal 6 al 9 giugno 2024. Ogni Stato membro dell'Unione europea aveva la libertà di definire in quali e per quanti giorni mantenere aperte le urne sul proprio territorio, sempre rispettando la finestra individuata, rendendo possibile a ciascun paese membro di scegliere dei giorni abituali: è stato il caso ad esempio del sabato a Malta e della domenica in Germania e in Italia. In Belgio la consultazione coincideva per legge con le elezioni politiche e regionali. Anche in Bulgaria si svolgevano le elezioni politiche, ma in questo caso solo per casualità essendo accaduto uno scioglimento anticipato del parlamento.
Le date scelte per le elezioni coincisero con un fine settimana in Portogallo al cui termine, il 10 giugno, si celebra la festa nazionale. Questa concomitanza, si obiettò, avrebbe potuto ridurre la partecipazione al voto. Nonostante il tentativo da parte del governo portoghese di trovare un compromesso, non è stata cambiata la scelta originaria che fissava le elezioni tra il 6 e il 9 giugno, essendo richiesta l'unanimità per la modifica.
| 6 giugno    | 7 giugno  | 8 giugno                    | 9 giugno |
| ----------- | --------- | --------------------------- | --- |
| Paesi Bassi | Rep. Ceca | Rep. Ceca                   | Austria, Belgio, Bulgaria, Cipro, Croazia, Danimarca, Estonia, Finlandia, Francia, Germania, Grecia, Lituania, Lussemburgo, Polonia, Portogallo, Romania, Slovenia, Spagna, Svezia, Ungheria |
| Paesi Bassi | Irlanda   | Lettonia, Malta, Slovacchia | Austria, Belgio, Bulgaria, Cipro, Croazia, Danimarca, Estonia, Finlandia, Francia, Germania, Grecia, Lituania, Lussemburgo, Polonia, Portogallo, Romania, Slovenia, Spagna, Svezia, Ungheria |
| Paesi Bassi | Irlanda   | Italia                      | |

### Ripartizione dei seggi tra gli Stati
A seguito della Brexit, 27 seggi precedentemente assegnati al Regno Unito sono stati redistribuiti tra alcuni degli Stati membri nel gennaio 2020. Questi seggi aggiuntivi sono stati eletti nel 2019 ma sono entrati in carica solo con la Brexit. Gli altri 46 seggi sono stati rimossi, facendo scendere il totale degli eurodeputati da 751 a 705.
A febbraio 2023 è stata presentata una relazione al Parlamento europeo, adottata poi il giugno successivo, per aumentare il totale degli eurodeputati al fine di adattarne il numero agli sviluppi demografici e rispettare il principio di proporzionalità degressiva. Il 26 luglio 2023 il Consiglio dell'Unione europea ha raggiunto un'intesa per aumentare del numero di seggi a 720. Il successivo 13 settembre il Parlamento europeo ha approvato definitivamente la proposta.

### Tabella riassuntiva
- il voto è obbligatorio in questo Stato
- il voto non è obbligatorio in questo Stato

| Stato (data)           | Seggi (variaz. rispetto al 2019) | Regole di voto           | Regole di voto               | Regole di voto              | Circ. elettorali | Sbarramento | Formula elettorale        |
| Stato (data)           | Seggi (variaz. rispetto al 2019) | Età per votare (in anni) | Età per candidarsi (in anni) | Voto alternativo            | Circ. elettorali | Sbarramento | Formula elettorale        |
| ---------------------- | -------------------------------- | ------------------------ | ---------------------------- | --------------------------- | ---------------- | ----------- | ------------------------- |
| Austria (9 giugno)     | 20 (+1)                          | 16                       | 18                           | Postale                     | 1                | 4%          | D'Hondt                   |
| Belgio (9 giugno)      | 22 (+1)                          | 16                       | 21                           | Postale, Per corrispondenza | 3                | 5%          | D'Hondt                   |
| Bulgaria (9 giugno)    | 17                               | 18                       | 21                           | —                           | 1                | ~5.9%       | Hare-Niemeyer             |
| Cipro (9 giugno)       | 6                                | 18                       | 21                           | —                           | 1                | 1.8%        | Hare-Niemeyer             |
| Croazia (9 giugno)     | 12                               | 18                       | 18                           | —                           | 1                | 5%          | D'Hondt                   |
| Danimarca (9 giugno)   | 15 (+1)                          | 18                       | 18                           | Postale                     | 1                | —           | D'Hondt                   |
| Estonia (9 giugno)     | 7                                | 18                       | 21                           | Postale, Elettronico        | 1                | —           | D'Hondt                   |
| Finlandia (9 giugno)   | 15 (+1)                          | 18                       | 18                           | Postale                     | 1                | —           | D'Hondt                   |
| Francia (9 giugno)     | 81 (+2)                          | 18                       | 18                           | Per corrispondenza          | 1                | 5%          | D'Hondt                   |
| Germania (9 giugno)    | 96                               | 16                       | 18                           | Postale, Elettronico        | 16               | —           | Sainte-Laguë              |
| Grecia (9 giugno)      | 21                               | 17                       | 25                           | Postale                     | 1                | 3%          | Hare-Niemeyer             |
| Irlanda (7 giugno)     | 14 (+1)                          | 18                       | 21                           | —                           | 3                | N/A         | Voto singolo trasferibile |
| Italia (8-9 giugno)    | 76                               | 18                       | 25                           | —                           | 1-5              | 4%          | Hare-Niemeyer             |
| Lettonia (8 giugno)    | 9 (+1)                           | 18                       | 21                           | Postale                     | 1                | 5%          | Sainte-Laguë              |
| Lituania (9 giugno)    | 11                               | 18                       | 21                           | Postale                     | 1                | 5%          | Hare-Niemeyer             |
| Lussemburgo (9 giugno) | 6                                | 18                       | 18                           | Postale                     | 1                | —           | D'Hondt                   |
| Malta (8 giugno)       | 6                                | 16                       | 18                           | —                           | 1                | —           | Voto singolo trasferibile |
| Paesi Bassi (6 giugno) | 31 (+2)                          | 18                       | 18                           | Postale, Per corrispondenza | 1                | 3,85%       | D'Hondt                   |
| Polonia (9 giugno)     | 53 (+1)                          | 18                       | 21                           | —                           | 13               | 5%          | D'Hondt                   |
| Portogallo (9 giugno)  | 21                               | 18                       | 18                           | —                           | 1                | —           | D'Hondt                   |
| Rep. Ceca (7-8 giugno) | 21                               | 18                       | 21                           | —                           | 1                | 5%          | D'Hondt                   |
| Romania (9 giugno)     | 33                               | 18                       | 23                           | —                           | 1                | 5%          | D'Hondt                   |
| Slovacchia (8 giugno)  | 15 (+1)                          | 18                       | 21                           | —                           | 1                | 5%          | Quoziente di Droop        |
| Slovenia (9 giugno)    | 9 (+1)                           | 18                       | 18                           | Postale                     | 1                | —           | D'Hondt                   |
| Spagna (9 giugno)      | 61 (+2)                          | 18                       | 18                           | Postale                     | 1                | —           | D'Hondt                   |
| Svezia (9 giugno)      | 21                               | 18                       | 18                           | Postale                     | 1                | 4%          | Sainte-Laguë modificato   |
| Ungheria (9 giugno)    | 21                               | 18                       | 18                           | Postale                     | 1                | 5%          | D'Hondt                   |

## Candidati presidenti
Il trattato di Lisbona prevede che il Parlamento europeo debba eleggere il presidente della Commissione europea, il capo dell'esecutivo europeo, sulla base di una proposta fatta dal Consiglio europeo, prendendo in considerazione le elezioni europee (articolo 17, paragrafo 7 del TUE).

### Sistema degliSpitzenkandidaten
In vista delle elezioni del 2014 è stato adottato un nuovo sistema informale per la scelta del Presidente della Commissione europea, secondo il quale un partito politico europeo sceglie un candidato eurodeputato come proprio leader elettorale (Spitzenkandidat, ovvero "candidato di punta" in lingua tedesca), che sarà poi il suo candidato alla presidenza della Commissione. Nel 2014 il candidato del gruppo più grande, Jean-Claude Juncker del PPE, è stato eletto Presidente della Commissione tramite questo metodo.
I leader dei partiti europei puntavano a mantenere il sistema anche nel 2019, selezionando gli Spitzenkandidaten e organizzando anche dei dibattiti televisivi tra i candidati. In seguito alle elezioni, la Ministra della difesa tedesca Ursula von der Leyen del PPE è stata eletta Presidente della Commissione europea al posto di Manfred Weber, Spitzenkandidat dei popolari. Dopo l'abbandono di questo sistema nel 2019, alcuni partiti hanno sottolineato l'importanza di reintrodurlo per le prossime elezioni. Nel 2023 il Partito Popolare Europeo, il Partito Verde Europeo, e il Partito della Sinistra Europea hanno annunciato di adottare il sistema degli Spitzenkandidaten per il 2024, mentre il Partito dei Conservatori e dei Riformisti Europei e Identità e Democrazia si sono rifiutati di farlo.

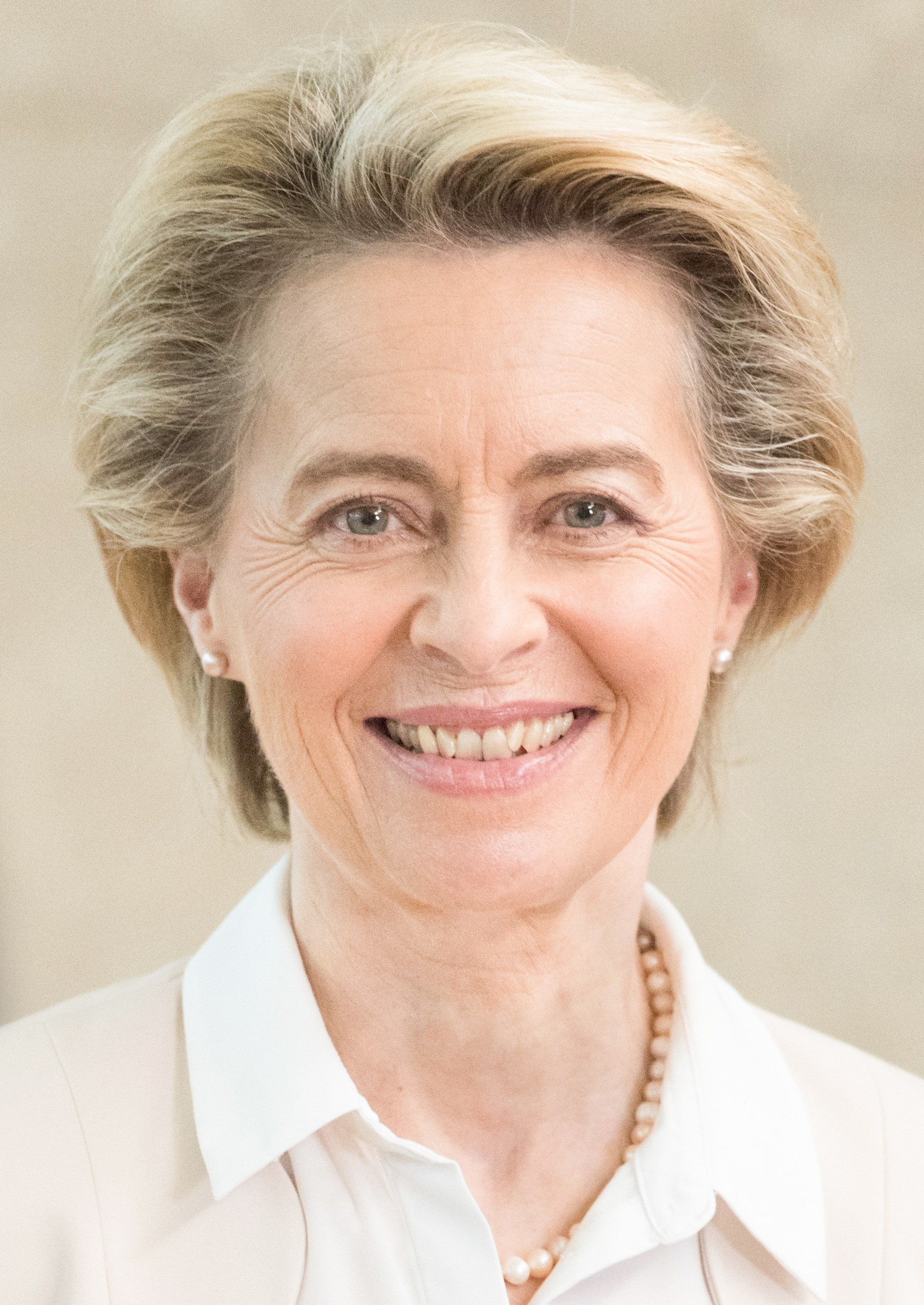
Ursula von der Leyen (Partito Popolare Europeo)
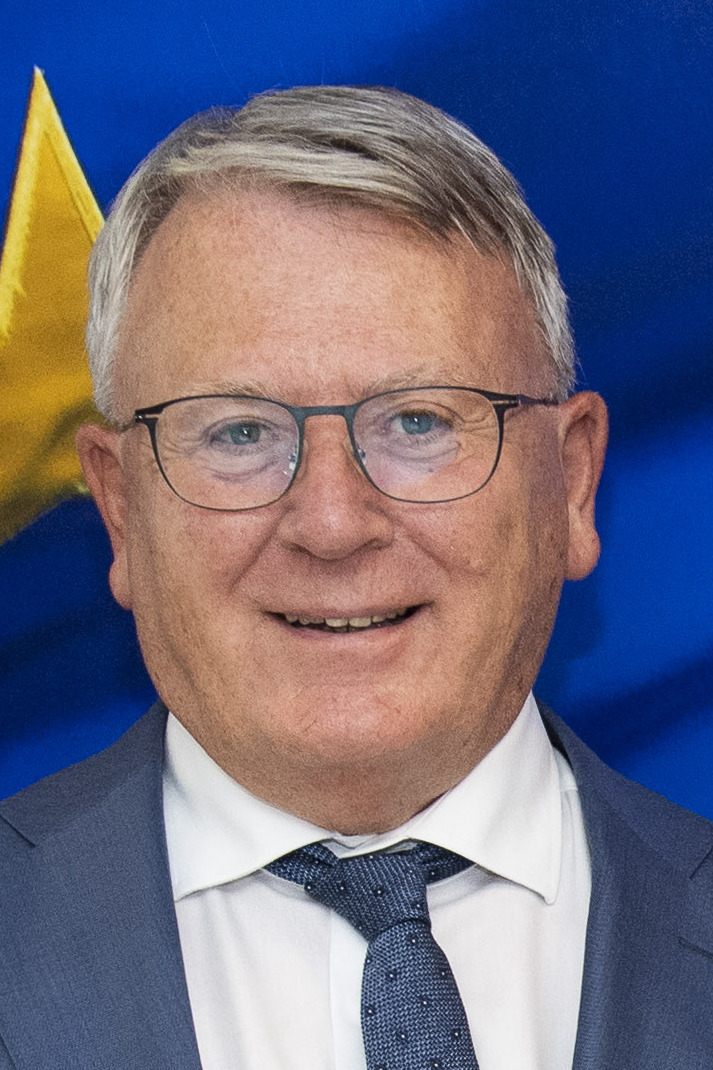
Nicolas Schmit (Partito del Socialismo Europeo)
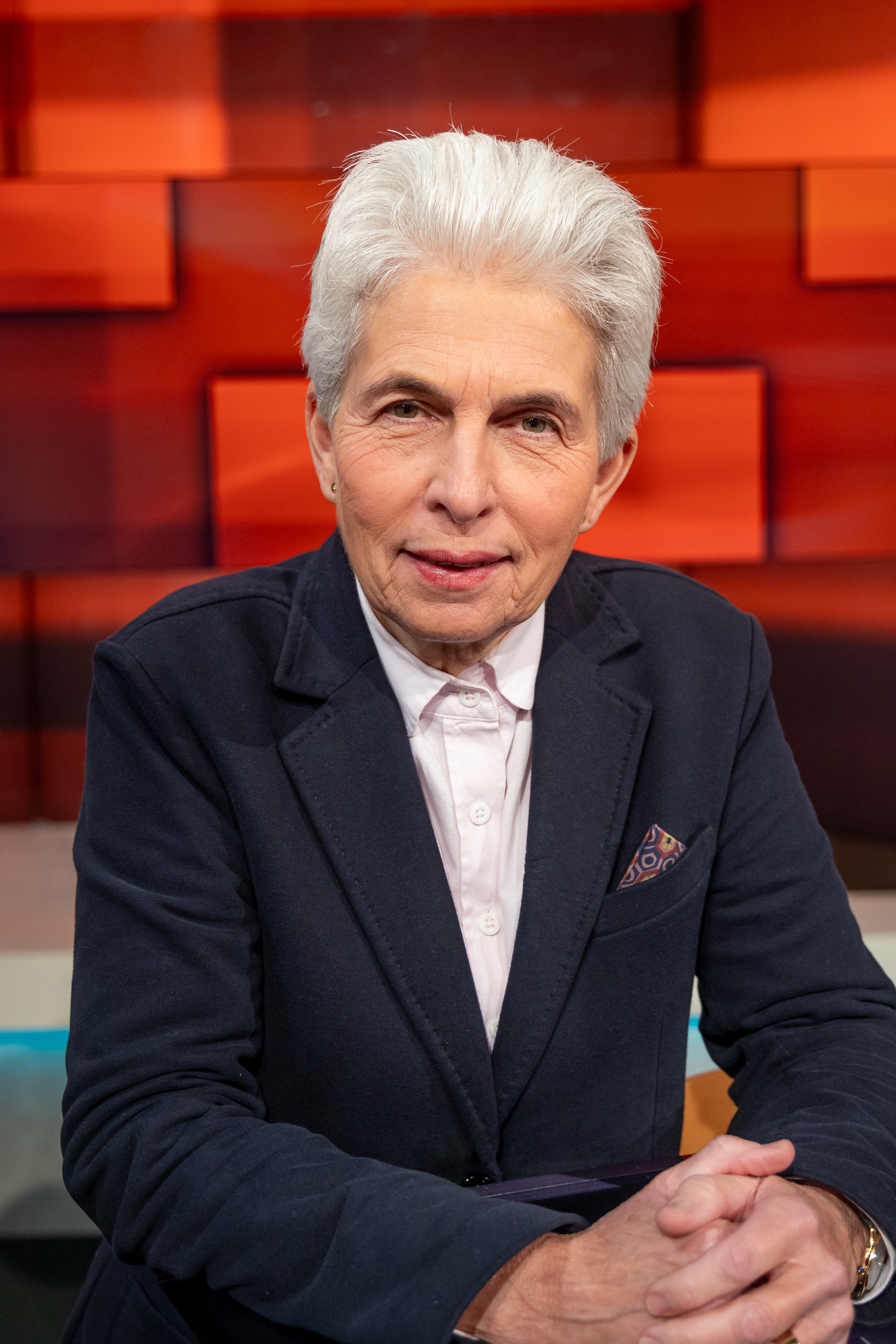
Marie-Agnes Strack-Zimmermann (Alleanza dei Liberali e dei Democratici Europei)
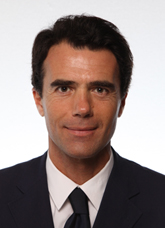
Sandro Gozi (Partito Democratico Europeo)
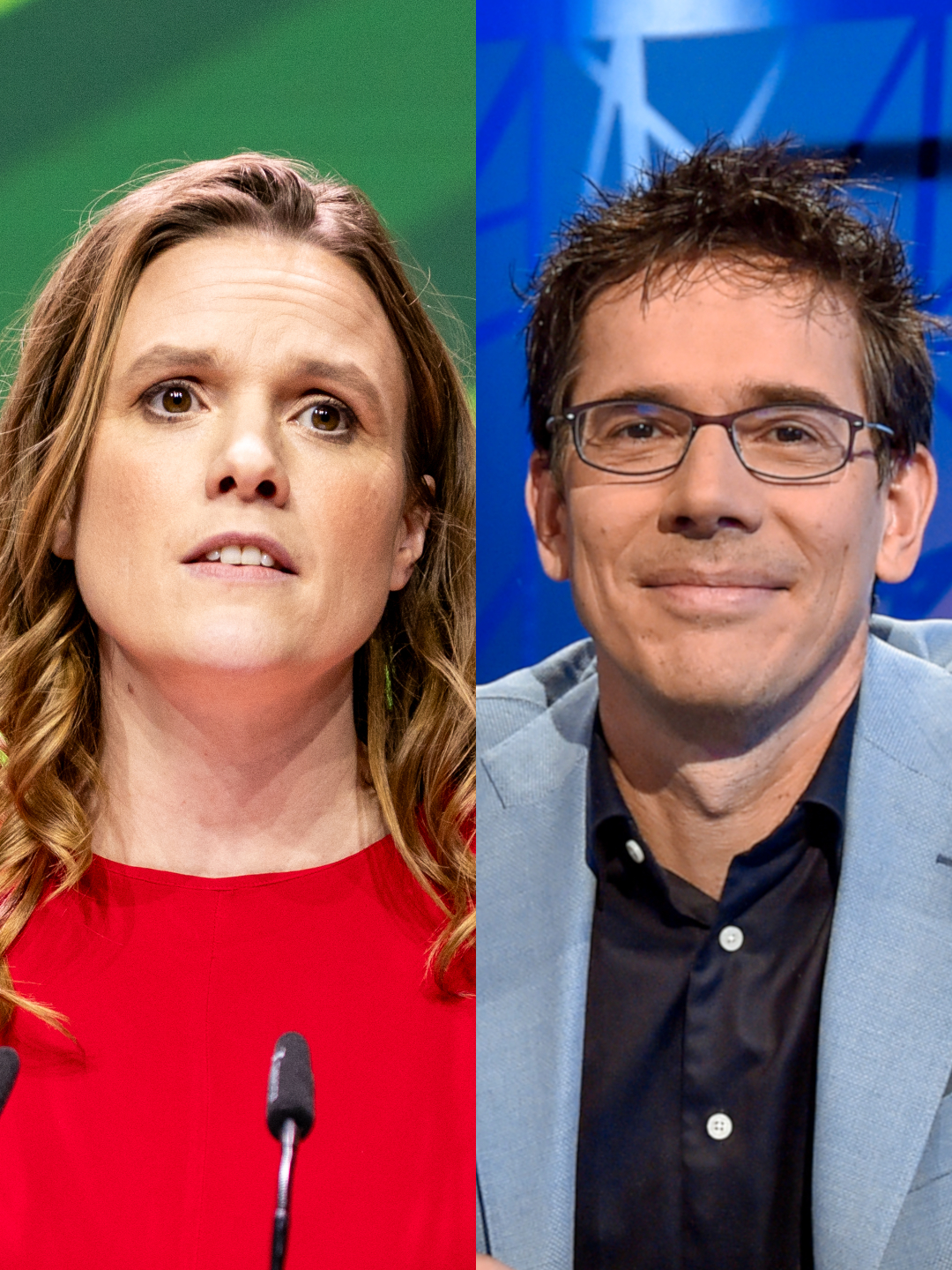
Terry Reintke e Bas Eickhout (Partito Verde Europeo)
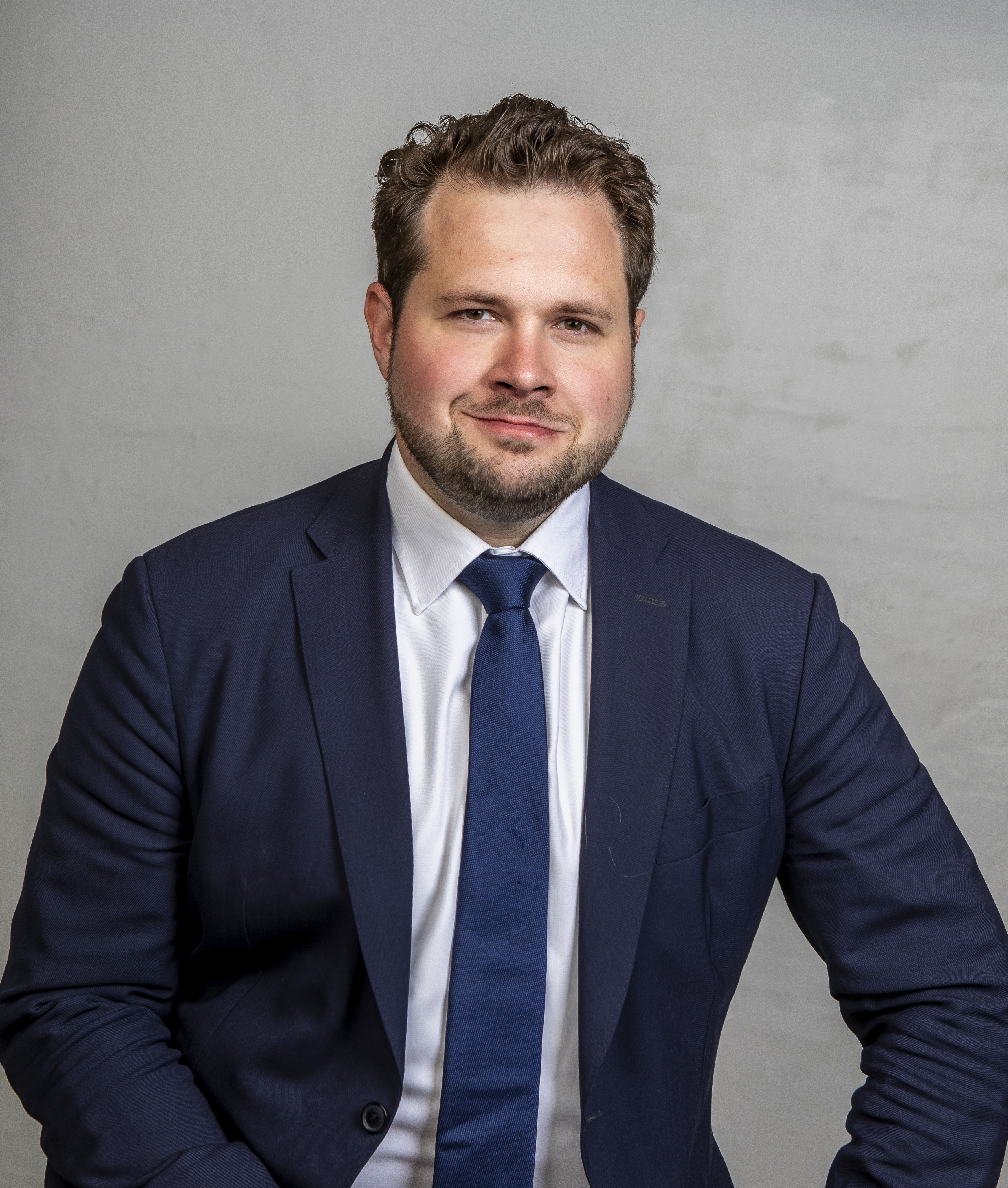
Anders Vistisen (Identità e Democrazia)
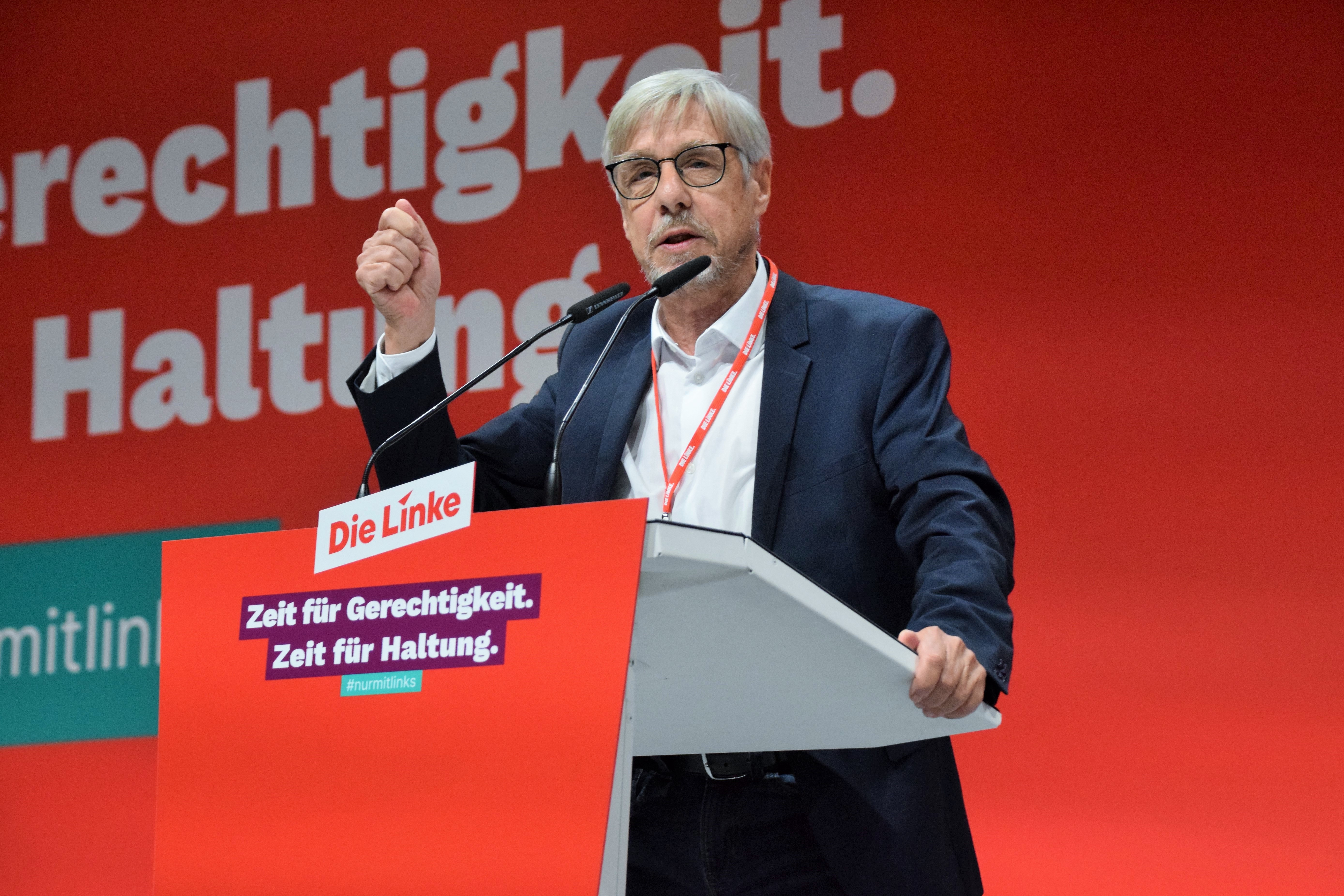
Walter Baier (Partito della Sinistra Europea)
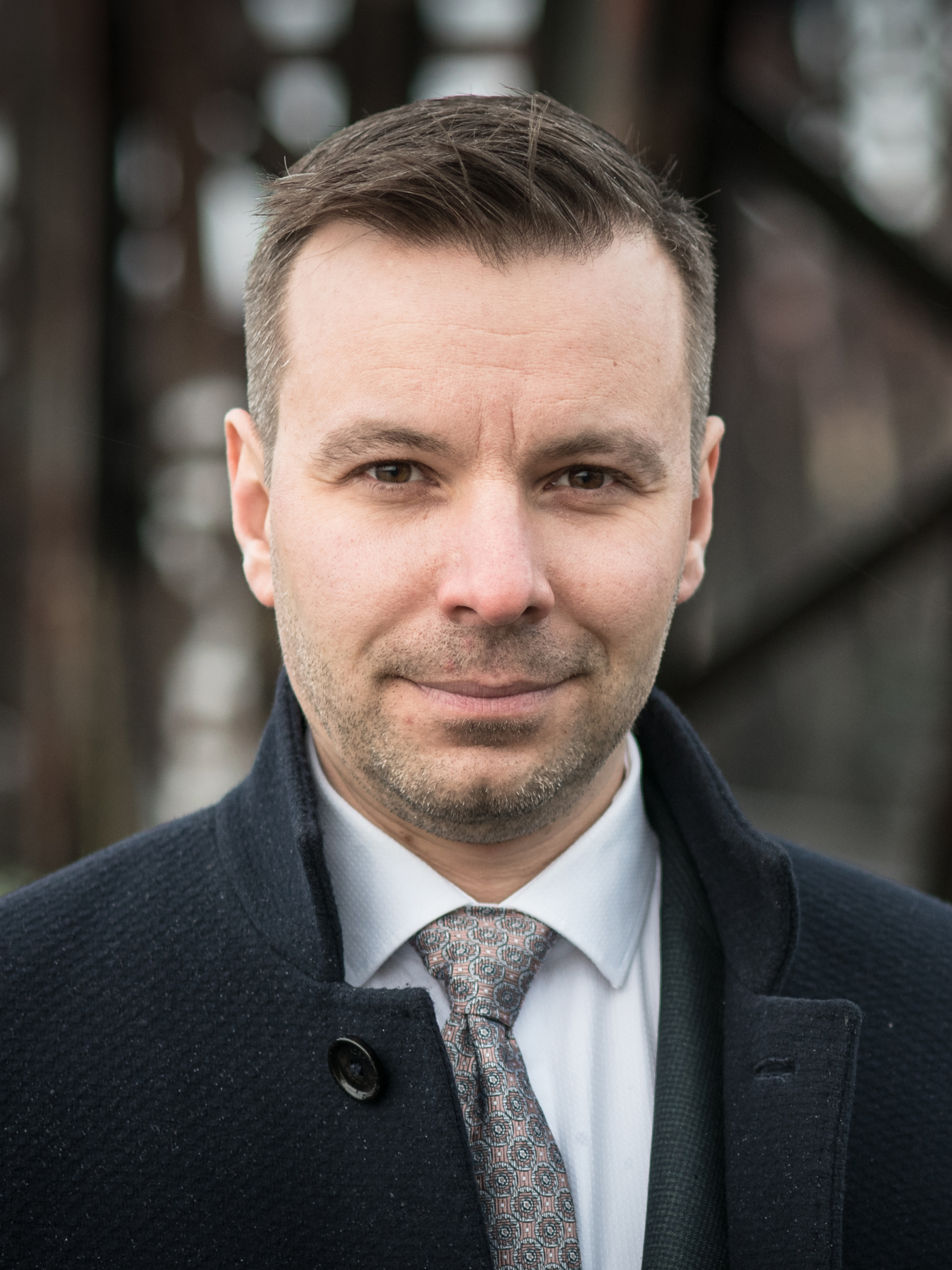
Marcel Kolaja (Partito Pirata Europeo)
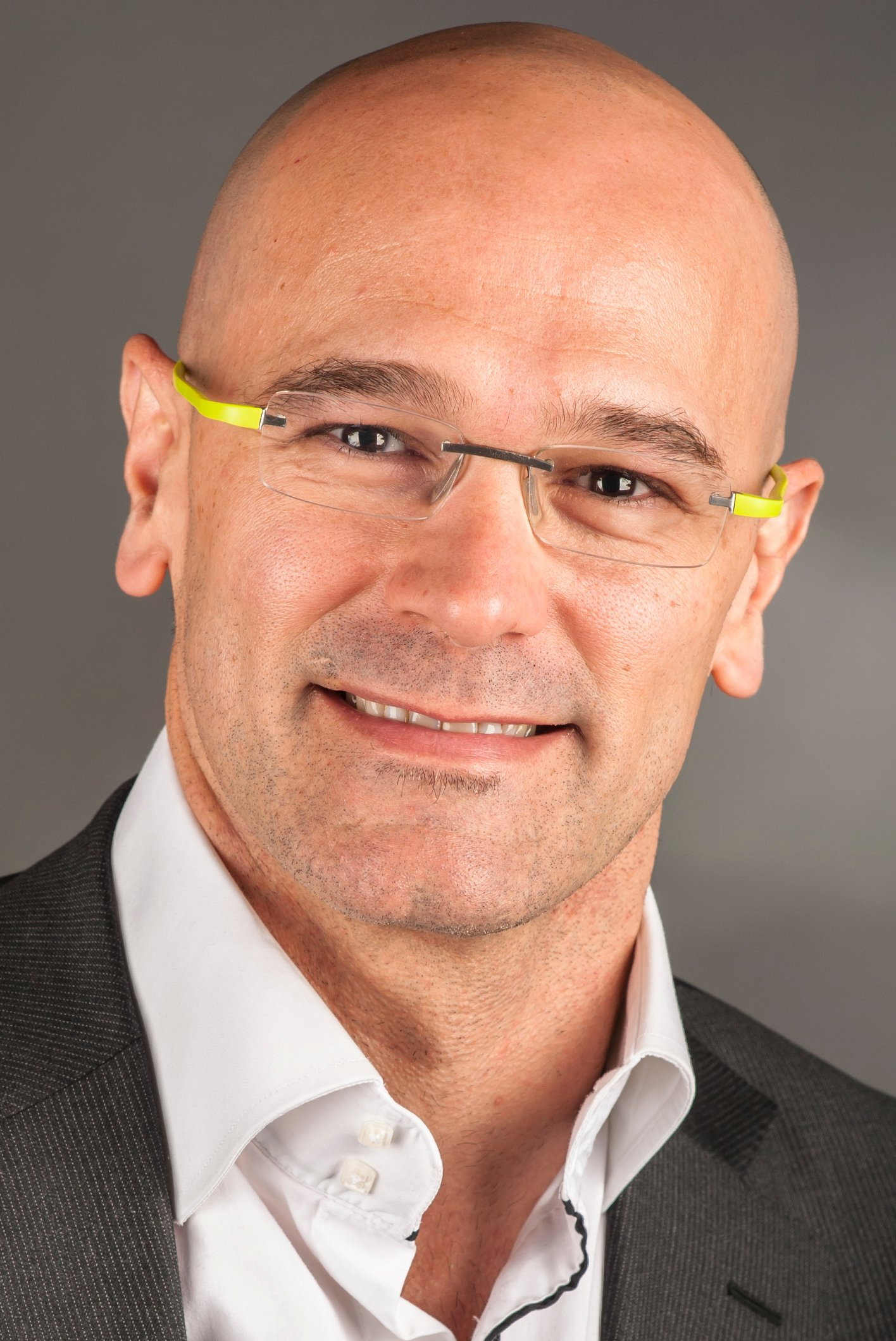
Raül Romeva (Alleanza Libera Europea)
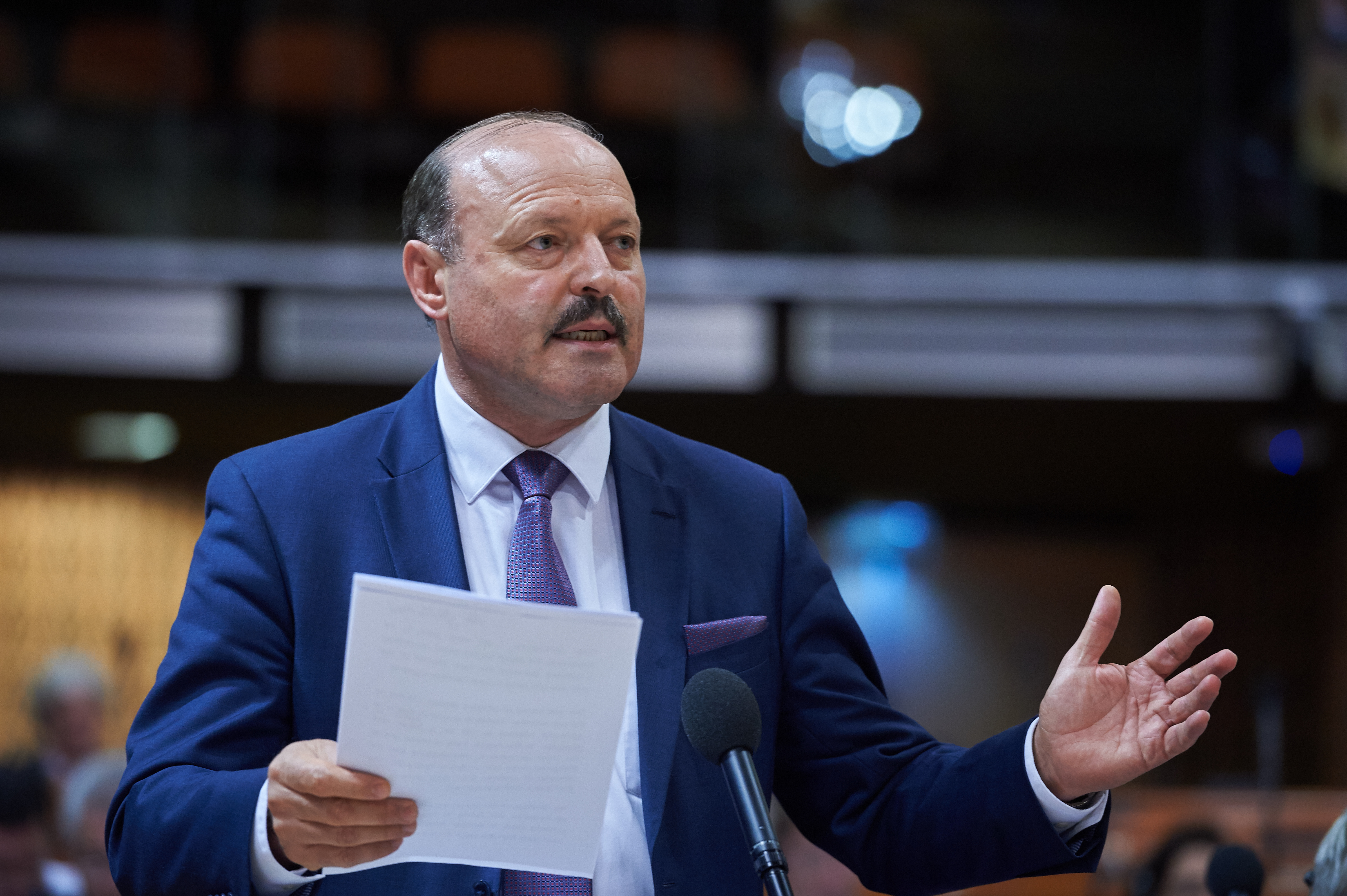
Valeriu Ghilețchi (Movimento Politico Cristiano Europeo)

### Partito Popolare Europeo
Il partito di centro-destra PPE designò Ursula von der Leyen come proprio candidato di punta e adottò il proprio programma elettorale nel corso del congresso di Bucarest del 6-7 marzo 2024. Si pensa che durante il congresso, le delegazioni francese e slovena votarono contro von der Leyen.

### Partito del Socialismo Europeo
Il Partito del Socialismo Europeo elesse come proprio candidato presidente il commissario europeo lussemburghese Nicolas Schmit durante il congresso del 2 marzo a Roma.

### Alleanza dei Liberali e dei Democratici
In occasione del congresso straordinario del 20-21 marzo 2024 a Bruxelles, il partito ALDE adottò il proprio programma elettorale e proclamò Marie-Agnes Strack-Zimmermann come proprio Spitzenkandidat. Il ministro degli esteri ed ex primo ministro lussemburghese Xavier Bettel e la ministra presidente estone Kaja Kallas avevano negato di essere interessati alla posizione di candidato di punta dell'ALDE.

### Partito Democratico Europeo
Il Partito Democratico Europeo nominò Sandro Gozi come proprio candidato di punta durante il congresso di Firenze dell'8 marzo 2024.

### Partito Verde Europeo
Il Partito Verde Europeo ha eletto come suoi due Spitzenkandidaten Terry Reintke e Bas Eickhout in occasione del congresso del 2-4 febbraio a Lione.

### Alleanza Libera Europea
A ottobre 2023 l'Alleanza Libera Europea ha eletto come suoi due Spitzenkandidaten Maylis Roßberg e Raül Romeva.

### Partito Pirata Europeo
Nel corso della propria assemblea generale a Lussemburgo nel gennaio 2024 il Partito Pirata Europeo nominò Marcel Kolaja e Anja Hirschel come suoi due Spitzenkandidaten.

### Volt Europa
Il 27 novembre 2023 Volt Europa ha adottato il proprio programma elettorale europeo durante l'assemblea generale tenutasi a Parigi; non è chiaro quando il partito proclamerà il proprio candidato di punta.

### Partito della Sinistra Europea
Il SE ha adottato il proprio programma elettorale nel corso del congresso di Lubiana del 24–25 febbraio 2024, nominando contestualmente Walter Baier, presidente del partito stesso, come proprio candidato di punta.

### Identità e Democrazia
Sebbene il partito Identità e Democrazia non nominò alcun candidato di punta, il gruppo politico omonimo in Eurocamera designò l'eurodeputato danese Anders Vistisen come proprio rappresentante nei dibattiti pre-elettorali.

## Quadro politico
Si previde che le elezioni del 2024 sarebbero state tra le più combattute della storia dell'Unione, a causa dall'aumento dei consensi per i partiti di estrema destra. Hanno suscitato perplessità anche i tentativi di parte del Partito Popolare Europeo di costituire un unico blocco conservatore assieme al Partito dei Conservatori e dei Riformisti Europei, il che potrebbe mettere fine all'equilibrio pluriennale che ha permesso al PPE di condividere il potere con il gruppo di centro-sinistra dei Socialisti e Democratici e con i centristi liberali di Renew Europe.

### Secondo mandato di Ursula von der Leyen
Secondo il sistema degli Spitzenkandidaten, si prevedé che la presidente della Commissione europea in carica, Ursula von der Leyen, pur essendo candidata, avrebbe comunque dovuto affrontare un duro scontro politico per essere confermata per un secondo mandato. Sebbene alcuni capi di governo europei come il premier spagnolo Pedro Sánchez e il cancelliere tedesco Olaf Scholz avessero lasciato intendere di sostenere un eventuale secondo incarico di von der Leyen, la coalizione di governo tedesca ha dichiarato di essere d'accordo anche a un ritorno degli Spitzenkandidaten. Ciò rappresentò un problema per la ricandidatura di von der Leyen, in quanto concede la possibilità al leader del PPE Manfred Weber, suo collega tedesco della CSU (partito gemello della CDU in Baviera), di proporre nomi alternativi quali quello della presidente del Parlamento europeo Roberta Metsola o di proporre alla stessa von der Leyen di candidarsi all'Eurocamera per assicurarsi il sostegno del suo partito.

## Gruppi e partiti politici
| Gruppo | Gruppo                                                 | Partiti europei |
| ------ | ------------------------------------------------------ | --- |
|        | Gruppo del Partito Popolare Europeo                    | - Partito Popolare Europeo - Movimento Politico Cristiano d'Europa                                                                               |
|        | Alleanza Progressista dei Socialisti e dei Democratici | - Partito del Socialismo Europeo |
|        | Patrioti per l'Europa                                  | - Partito Identità e Democrazia - Movimento Politico Cristiano d'Europa                                                                          |
|        | Gruppo dei Conservatori e dei Riformisti Europei       | - Partito dei Conservatori e dei Riformisti Europei - Alleanza Libera Europea - Movimento Politico Cristiano d'Europa                            |
|        | Renew Europe                                           | - Partito dell'Alleanza dei Liberali e dei Democratici per l'Europa - Partito Democratico Europeo                                                |
|        | I Verdi/Alleanza Libera Europea                        | - Partito Verde Europeo - Alleanza Libera Europea - Partito Pirata Europeo - Volt Europa                                                         |
|        | La Sinistra                                            | - Partito della Sinistra Europea - Alleanza della Sinistra Verde Nordica - Ora il Popolo - Sinistra Anticapitalista Europea - Animal Politics EU |
|        | Europa delle Nazioni Sovrane                           | - |
|        | Non iscritti                                           | - Azione Comunista Europea |

## Sondaggi

### Voto
Di seguito i sondaggi condotti a partire da giugno 2023.
| Istituto      | Data              | Area | PPE   | S&D   | ECR   | ID    | RE    | Verdi-ALE | LEFT | NI   | Altri | Vantaggio |
| ------------- | ----------------- | ---- | ----- | ----- | ----- | ----- | ----- | --------- | ---- | ---- | ----- | --------- |
| Istituto      | Data              | Area |       |       |       |       |       |           |      |      | Altri | Vantaggio |
| Europe Elects | 30 aprile 2024    | EU27 | 22,9% | 18,3% | 11,8% | 11,2% | 9,9%  | 7,8%      | 6,3% | 6,6% | 5,2%  | 4,6%      |
| Europe Elects | 31 marzo 2024     | EU27 | 23,0% | 18,4% | 11,2% | 11,2% | 10,6% | 8,1%      | 7,7% | 6,0% | 3,8%  | 4,6%      |
| Europe Elects | 29 febbraio 2024  | EU27 | 22,6% | 18,9% | 11,7% | 11,6% | 9,5%  | 7,4%      | 7,5% | 5,2% | 5,5%  | 3,7%      |
| Europe Elects | 31 gennaio 2024   | EU27 | 22,6% | 18,4% | 11,3% | 12,3% | 9,5%  | 6,9%      | 6,8% | 5,9% | 6,2%  | 4,2%      |
| Europe Elects | 31 dicembre 2023  | EU27 | 22,8% | 17,9% | 11,1% | 12,1% | 10,0% | 7,0%      | 5,5% | 6,1% | 6,9%  | 4,9%      |
| Europe Elects | 30 novembre 2023  | EU27 | 22,4% | 18,4% | 11,0% | 11,7% | 10,7% | 7,2%      | 5,7% | 6,1% | 6,7%  | 4%        |
| Europe Elects | 31 ottobre 2023   | EU27 | 22,4% | 18,5% | 11,3% | 11,3% | 10,5% | 7,5%      | 5,9% | 6,1% | 6,5%  | 3,9%      |
| Europe Elects | 30 settembre 2023 | EU27 | 21,3% | 19,1% | 11,8% | 10,8% | 9,9%  | 7,0%      | 6,9% | 6,0% | 7,0%  | 2,2%      |
| Europe Elects | 31 agosto 2023    | EU27 | 21,6% | 19,5% | 11,8% | 10,5% | 10,2% | 7,1%      | 6,1% | 6,0% | 7,0%  | 2,1%      |
| Europe Elects | 31 luglio 2023    | EU27 | 20,6% | 19,5% | 11,5% | 10,6% | 10,5% | 6,9%      | 7,2% | 6,4% | 6,7%  | 1,1%      |
| Europe Elects | 30 giugno 2023    | EU27 | 21,4% | 18,7% | 11,7% | 10,5% | 10,4% | 7,0%      | 6,9% | 6,3% | 7,1%  | 2,7%      |

### Seggi
Di seguito le proiezioni sui seggi condotte a partire da luglio 2023.
| Istituto        | Data              | Area | PPE | S&D | RE | ECR | ID | Verdi-ALE | LEFT | NI | Altri | Vantaggio |
| --------------- | ----------------- | ---- | --- | --- | -- | --- | -- | --------- | ---- | -- | ----- | --------- |
| Istituto        | Data              | Area |     |     |    |     |    |           |      |    | Altri | Vantaggio |
| Europe Elects   | 30 aprile 2024    | EU27 | 183 | 140 | 86 | 86  | 84 | 48        | 44   | 48 | 1     | 43        |
| Der Föderalist  | 26 aprile 2024    | EU27 | 173 | 132 | 86 | 81  | 83 | 51        | 35   | 35 | 44    | 41        |
| Europe Elects   | 31 marzo 2024     | EU27 | 184 | 135 | 87 | 81  | 82 | 52        | 47   | 48 | 4     | 49        |
| Europe Elects   | 29 febbraio 2024  | EU27 | 181 | 140 | 82 | 83  | 92 | 49        | 45   | 44 | 4     | 41        |
| Der Föderalist  | 29 febbraio 2024  | EU27 | 176 | 135 | 85 | 78  | 85 | 48        | 45   | 36 | 42    | 41        |
| Europe Elects   | 31 gennaio 2024   | EU27 | 180 | 140 | 82 | 80  | 91 | 51        | 42   | 49 | 5     | 40        |
| Der Föderalist  | 11 gennaio 2024   | EU27 | 169 | 141 | 86 | 75  | 89 | 45        | 33   | 43 | 39    | 28        |
| Europe Elects   | 31 dicembre 2023  | EU27 | 179 | 142 | 84 | 81  | 93 | 49        | 36   | 50 | 6     | 37        |
| Politico Europe | 11 dicembre 2023  | EU27 | 175 | 145 | 87 | 91  | 91 | 47        | 33   | 51 | —     | 30        |
| Europe Elects   | 30 novembre 2023  | EU27 | 175 | 141 | 89 | 82  | 87 | 52        | 38   | 52 | 4     | 34        |
| Politico Europe | 9 novembre 2023   | EU27 | 179 | 143 | 91 | 90  | 85 | 49        | 38   | 45 | —     | 36        |
| Der Föderalist  | 6 novembre 2023   | EU27 | 178 | 138 | 96 | 89  | 92 | 47        | 46   | 34 | —     | 40        |
| Der Föderalist  | 6 novembre 2023   | EU27 | 170 | 137 | 90 | 78  | 76 | 43        | 43   | 37 | 45    | 33        |
| Europe Elects   | 31 ottobre 2023   | EU27 | 173 | 139 | 92 | 80  | 76 | 51        | 45   | 53 | 11    | 34        |
| Europe Elects   | 30 settembre 2023 | EU27 | 165 | 145 | 80 | 86  | 74 | 52        | 43   | 56 | 10    | 20        |
| Der Föderalist  | 15 settembre 2023 | EU27 | 162 | 147 | 91 | 77  | 74 | 46        | 43   | 36 | 43    | 15        |
| Der Föderalist  | 15 settembre 2023 | EU27 | 171 | 147 | 96 | 90  | 89 | 50        | 45   | 32 | —     | 24        |
| Politico Europe | 15 settembre 2023 | EU27 | 156 | 145 | 87 | 81  | 72 | 43        | 42   | 39 | 40    | 11        |
| Europe Elects   | 31 agosto 2023    | EU27 | 164 | 149 | 90 | 83  | 75 | 53        | 38   | 58 | 10    | 15        |
| Politico Europe | 9 agosto 2023     | EU27 | 165 | 145 | 89 | 89  | 77 | 48        | 45   | 47 | —     | 20        |
| Europe Elects   | 31 luglio 2023    | EU27 | 157 | 143 | 90 | 82  | 82 | 49        | 45   | 55 | 12    | 14        |
| Der Föderalist  | 17 luglio 2023    | EU27 | 160 | 136 | 94 | 79  | 70 | 48        | 41   | 36 | 41    | 24        |
| Der Föderalist  | 17 luglio 2023    | EU27 | 167 | 137 | 99 | 89  | 87 | 52        | 43   | 31 | —     | 30        |

## Affluenza
| Regioni                                  | Regioni          | Regioni          | Regioni            | Regioni            | Regioni            | Regioni            | Regioni            | Regioni            | Regioni               | Regioni               | Regioni               |
| Europa orientale                         | Europa orientale | Europa orientale | Europa meridionale | Europa meridionale | Europa meridionale | Europa occidentale | Europa occidentale | Europa occidentale | Europa settentrionale | Europa settentrionale | Europa settentrionale |
| ---------------------------------------- | ---------------- | ---------------- | ------------------ | ------------------ | ------------------ | ------------------ | ------------------ | ------------------ | --------------------- | --------------------- | --------------------- |
| Bulgaria                                 | 33,78%           | 1,14%            | Cipro              | 58,86%             | 13,87%             | Austria            | 56,25%             | 3,52%              | Danimarca             | 58,25%                | 7,83%                 |
| Rep. Ceca                                | 36,45%           | 7,74%            | Croazia            | 21,35%             | 8,50%              | Belgio             | 89,01%             | 0,54%              | Estonia               | 37,64%                | 0,05%                 |
| Ungheria                                 | 59,46%           | 15,98%           | Grecia             | 41,24%             | 17,45%             | Francia            | 51,49%             | 0,87%              | Finlandia             | 40,38%                | 0,38%                 |
| Polonia                                  | 40,65%           | 5,04%            | Italia             | 48,31%             | 6,19%              | Germania           | 64,74%             | 3,36%              | Irlanda               | 50,65%                | 0,97%                 |
| Romania                                  | 52,40%           | 1,20%            | Malta              | 72,98%             | 0,32%              | Lussemburgo        | 82,29%             | 1,81%              | Lettonia              | 33,82%                | 0,29%                 |
| Slovacchia                               | 34,38%           | 11,64%           | Portogallo         | 36,47%             | 5,72%              | Paesi Bassi        | 46,18%             | 4,25%              | Lituania              | 28,97%                | 24,51%                |
|                                          |                  |                  | Slovenia           | 41,80%             | 12,91%             |                    |                    |                    | Svezia                | 53,39%                | 1,88%                 |
|                                          |                  |                  | Spagna             | 46,39%             | 11,49%             |                    |                    |                    |                       |                       |                       |
| Media                                    | 42,85%           | 5,44             | Media              | 45,93%             | 1,35               | Media              | 64,99%             | 0,69               | Media                 | 43,30%                | 4,76                  |
| Media dell'Unione Europea 50,74 ( 0,31%) |                  |                  |                    |                    |                    |                    |                    |                    |                       |                       |                       |
| Fonte: Risultati                         |                  |                  |                    |                    |                    |                    |                    |                    |                       |                       |                       |

## Risultati

### Gruppi
Composizione dei gruppi alla prima sessione plenaria del Parlamento Europeo del 16-19 luglio 2024:
| Gruppo                    | Gruppo                                                 | Seggi | Seggi  |
| Gruppo                    | Gruppo                                                 | N.    | %      |
| ------------------------- | ------------------------------------------------------ | ----- | ------ |
|                           | Gruppo del Partito Popolare Europeo                    | 188   | 26,11% |
|                           | Alleanza Progressista dei Socialisti e dei Democratici | 136   | 18,89% |
|                           | Patrioti per l'Europa                                  | 84    | 11,67% |
|                           | Gruppo dei Conservatori e dei Riformisti Europei       | 78    | 10,83% |
|                           | Renew Europe                                           | 77    | 10,69% |
|                           | I Verdi/Alleanza Libera Europea                        | 53    | 7,36%  |
|                           | La Sinistra al Parlamento europeo                      | 46    | 6,39%  |
|                           | Europa delle Nazioni Sovrane                           | 25    | 3,47%  |
|                           | Non iscritti                                           | 33    | 4,58%  |
|                           |                                                        |       |        |
| Fonte: Parlamento Europeo |                                                        |       |        |

| Riepilogo dei seggi (+/- elezioni 2019) | Riepilogo dei seggi (+/- elezioni 2019) | Riepilogo dei seggi (+/- elezioni 2019) | Riepilogo dei seggi (+/- elezioni 2019) | Riepilogo dei seggi (+/- elezioni 2019) | Riepilogo dei seggi (+/- elezioni 2019) | Riepilogo dei seggi (+/- elezioni 2019) |
| --------------------------------------- | --------------------------------------- | --------------------------------------- | --------------------------------------- | --------------------------------------- | --------------------------------------- | --------------------------------------- |
|                                         |                                         |                                         |                                         |                                         |                                         |                                         |
| GUE/NGL                                 | 46                                      | ▲ 5                                     |                                         | S&D                                     | 136                                     | ▼ 18                                    |
| Verdi/ALE                               | 53                                      | ▼ 21                                    |                                         | NI                                      | 33                                      | ▼ 24                                    |
| RE                                      | 77                                      | ▼ 31                                    |                                         | PPE                                     | 188                                     | ▲ 6                                     |
| ECR                                     | 78                                      | ▲ 16                                    |                                         | PfE                                     | 84                                      | ▲ 11                                    |
| ESN                                     | 25                                      | Nuovo                                   |                                         |                                         |                                         |                                         |

### Ripartizione dei seggi per Stato
| Stato                   | PPE                                                 | S&D                        | PfE                                            | ECR                      | RE                                                                      | Verdi/ALE                                       | GUE/NGL                            | ESN              | NI                                     | Totale |
| ----------------------- | --------------------------------------------------- | -------------------------- | ---------------------------------------------- | ------------------------ | ----------------------------------------------------------------------- | ----------------------------------------------- | ---------------------------------- | ---------------- | -------------------------------------- | ------ |
| Austria (risultati)     | 5 (ÖVP)                                             | 5 (SPÖ)                    | 6 (FPÖ)                                        | —                        | 2 (NEOS)                                                                | 2 (Grüne)                                       | —                                  | —                | —                                      | 20     |
| Belgio (risultati)      | 2 (CD&V) 1 (CSP)                                    | 2 (Vooruit) 2 (PS)         | 3 (VB)                                         | 3 (N-VA)                 | 3 (MR) 1 (Open VLD) 1 (LE)                                              | 1 (Groen) 1 (Ecolo)                             | 2 (PVDA/PTB)                       | —                | —                                      | 22     |
| Bulgaria (risultati)    | 4 (GERB-SDS: GERB) 1 (GERB-SDS: SDS) 1 (PP-DB: DSB) | 2 (BSP)                    | —                                              | 1 (ITN)                  | 3 (DPS/HÖH) 2 (PP-DB: PP)                                               | —                                               | —                                  | 3 (V)            | —                                      | 17     |
| Cipro (risultati)       | 2 (DISY)                                            | 1 (DIKO)                   | —                                              | 1 (ELAM)                 | —                                                                       | —                                               | 1 (AKEL)                           | —                | 1 (IND)                                | 6      |
| Croazia (risultati)     | 6 (HDZ)                                             | 4 (SDP)                    | —                                              | 1 (DPMŠ)                 | —                                                                       | 1 (M!)                                          | —                                  | —                | —                                      | 12     |
| Danimarca (risultati)   | 1 (KF) 1 (LA)                                       | 3 (A)                      | 1 (DF)                                         | 1 (Æ)                    | 2 (V) 1 (RV) 1 (M)                                                      | 3 (SF)                                          | 1 (EL)                             | —                | —                                      | 15     |
| Estonia (risultati)     | 2 (Isamaa)                                          | 2 (SDE)                    | —                                              | 1 (EKRE: IND)            | 1 (ER) 1 (EK)                                                           | —                                               | —                                  | —                | —                                      | 7      |
| Finlandia (risultati)   | 4 (KOK)                                             | 2 (SDP)                    | —                                              | 1 (PS)                   | 2 (KESK) 1 (SFP/RKP)                                                    | 2 (VIHR)                                        | 3 (VAS)                            | —                | —                                      | 15     |
| Francia (risultati)     | 6 (LD: LR)                                          | 10 (Rl'E: PS) 3 (Rl'E: PP) | 30 (LFR)                                       | 3 (LFF: IND) 1 (LFF: MC) | 5 (Bd'E: REN) 4 (Bd'E: MoDem) 2 (Bd'E: HOR) 1 (Bd'E: UDI) 1 (BD'E: IND) | 5 (LE-EELV)                                     | 9 (LFI-UP: LFI)                    | 1 (LFF: R!)      | —                                      | 81     |
| Germania (risultati)    | 23 (CDU) 6 (CSU) 1 (Familie) 1 (ÖDP)                | 14 (SPD)                   | —                                              | —                        | 5 (FDP) 3 (FW)                                                          | 12 (Die Grünen) 3 (VOLT-DE)                     | 3 (Die Linke) 1 (Tierschutzpartei) | 14 (AfD)         | 6 (BSW) 2 (Die PARTEI) 1 (AfD) 1 (PdF) | 96     |
| Grecia (risultati)      | 7 (ND)                                              | 3 (KINAL)                  | 1 (FL)                                         | 2 (EL)                   | —                                                                       | —                                               | 4 (SYRIZA)                         | —                | 2 (KKE) 1 (N) 1 (PE)                   | 21     |
| Irlanda (risultati)     | 4 (FG)                                              | 1 (LAB/LO)                 | —                                              | —                        | 4 (FF) 1 (II) 1 (IND)                                                   | —                                               | 2 (SF) 1 (IND)                     | —                | —                                      | 14     |
| Italia (risultati)      | 8 (FI-NM: FI) 1 (SVP)                               | 21 (PD)                    | 8 (Lega)                                       | 24 (FdI)                 | —                                                                       | 4 (AVS: EV)                                     | 8 (M5S) 2 (AVS: SI)                | —                | —                                      | 76     |
| Lettonia (risultati)    | 2 (JV)                                              | 1 (SSDP)                   | 1 (LPV)                                        | 2 (NA) 1 (AS)            | 1 (LA)                                                                  | 1 (P)                                           | —                                  | —                | —                                      | 9      |
| Lituania (risultati)    | 3 (TS-LKD)                                          | 2 (LSDP)                   | —                                              | 1 (LVŽS) 1 (LLRA-KŠS)    | 1 (LS) 1 (LP)                                                           | 1 (DSVL)                                        | —                                  | 1 (TTS)          | —                                      | 11     |
| Lussemburgo (risultati) | 2 (CSV)                                             | 1 (LSAP)                   | —                                              | 1 (ADR)                  | 1 (DP)                                                                  | 1 (DG)                                          | —                                  | —                | —                                      | 6      |
| Malta (risultati)       | 3 (PN)                                              | 3 (PL)                     | —                                              | —                        | —                                                                       | —                                               | —                                  | —                | —                                      | 6      |
| Paesi Bassi (risultati) | 3 (CDA) 2 (BBB) 1 (NSC)                             | 4 (GL-PvdA: PvdA)          | 6 (PVV)                                        | 1 (SGP)                  | 4 (VVD) 3 (D66)                                                         | 4 (GL-PvdA: GL) 2 (VOLT-NL)                     | 1 (PvdD)                           | —                | —                                      | 31     |
| Polonia (risultati)     | 17 (KO: PO) 3 (KO: IND) 2 (TD: PSL) 1 (KO: iPL)     | 3 (LEWICA: NL)             | —                                              | 18 (ZP: PiS) 2 (ZP: SP)  | 1 (TD: P2050)                                                           | —                                               | —                                  | 3 (KWiN: NN)     | 2 (KWiN: RN) 1 (KWiN: CCP)             | 53     |
| Portogallo (risultati)  | 5 (AD: PSD) 1 (AD: CDS) 1 (AD: IND)                 | 8 (PS)                     | 2 (CH)                                         | —                        | 2 (IL)                                                                  | —                                               | 1 (BE) 1 (CDU)                     | —                | —                                      | 21     |
| Rep. Ceca (risultati)   | 2 (SPOLU: KDU-ČSL) 1 (SPOLU: TOP 09) 2 (STAN-SLK)   | —                          | 7 (ANO 2011) 1 (PaM: Přísaha) 1 (PaM: AUTO)    | 3 (SPOLU: ODS)           | —                                                                       | 1 (Piráti)                                      | —                                  | 1 (SPD-THO: SPD) | 1 (S!: KSČM) 1 (S!: SD-SN)             | 21     |
| Romania (risultati)     | 8 (PSD-PNL: PNL) 2 (UDMR/RMDSZ)                     | 11 (PSD-PNL: PSD)          | —                                              | 5 (AUR) 1 (AUR: PNCR)    | 2 (ADU: USR) 1 (ADU: PMP)                                               | 1 (IND)                                         | —                                  | —                | 2 (SOS)                                | 33     |
| Slovacchia (risultati)  | 1 (KDH)                                             | —                          | —                                              | —                        | 6 (PS)                                                                  | —                                               | —                                  | 1 (REP)          | 5 (SMER-SD) 1 (REP) 1 (HLAS-SD)        | 15     |
| Slovenia (risultati)    | 4 (SDS) 1 (N.Si)                                    | 1 (SD)                     | —                                              | —                        | 2 (GS)                                                                  | 1 (VESNA)                                       | —                                  | —                | —                                      | 9      |
| Spagna (risultati)      | 22 (PP)                                             | 20 (PSOE)                  | 6 (Vox)                                        | —                        | 1 (CEUS: EAJ-PNV)                                                       | 1 (SMR: CeC) 1 (SMR: C) 1 (AH: ERC) 1 (AH: BNG) | 2 (P) 1 (SMR) 1 (AH: EHB)          | —                | 3 (SALF) 1 (Junts)                     | 61     |
| Svezia (risultati)      | 4 (M) 1 (KD)                                        | 5 (S)                      | —                                              | 3 (SD)                   | 2 (C) 1 (L)                                                             | 3 (MP)                                          | 2 (V)                              | —                | —                                      | 21     |
| Ungheria (risultati)    | 7 (TISZA)                                           | 2 (DK-MSZP-P: DK)          | 10 (Fidesz-KDNP: Fidesz) 1 (Fidesz-KDNP: KDNP) | —                        | —                                                                       | —                                               | —                                  | 1 (MHM)          | —                                      | 21     |
| Totale                  | 188                                                 | 136                        | 84                                             | 78                       | 77                                                                      | 53                                              | 46                                 | 25               | 33                                     | 720    |

## Conseguenze

### Formazione del Parlamento europeo
Dal 18 giugno 2024 si sono costituiti i gruppi politici al Parlamento europeo. La prima sessione plenaria della X legislatura del Parlamento europeo si è tenuta dal 16 al 19 luglio, durante la quale è stato eletto il Presidente del Parlamento europeo.

### Formazione della Commissione europea
| Possibili coalizioni                          | Seggi |
| --------------------------------------------- | ----- |
| Seggi totali                                  | 720   |
| Maggioranza assoluta (più di 361 seggi)       |       |
| Gruppo PPE, S&D, RE, ECR                      | 479   |
| Gruppo PPE, S&D, RE, V/ALE                    | 454   |
| Gruppo PPE, S&D, ECR                          | 402   |
| Gruppo PPE, S&D, RE                           | 401   |
| Senza maggioranza (meno di 361 seggi)         |       |
| Gruppo PPE, PfE, ECR                          | 350   |
| Gruppo PPE, RE, ECR                           | 343   |
| Gruppo PPE, S&D                               | 324   |
|                                               |       |
| Coalizione scelta per l’approvazione iniziale |       |

Il 17 giugno 2024 i capi di stato e di governo dei 27 paesi membri hanno partecipato ad un Consiglio europeo "informale" in cui hanno discusso a proposito delle nomine per le cariche delle istituzioni europee.
Il 27 e il 28 giugno dunque, tenutasi la prevista riunione formale del Consiglio Europeo, sono stati nominati Ursula von der Leyen per la presidenza della Commissione europea (seguendo dunque lo schema degli Spitzenkandidat, essendo von der Leyen la candidata ufficiale in cerca di riconferma del Partito Popolare Europeo), Kaja Kallas, ex-Primo ministro dell'Estonia in quota Renew Europe per l'Alto rappresentante dell'Unione per gli affari esteri e la politica di sicurezza, e António Costa, ex-Primo ministro del Portogallo in quota Alleanza Progressista dei Socialisti e dei Democratici per la carica di Presidente del Consiglio europeo.
Successivamente, il neo-eletto Parlamento europeo, durante la sua terza seduta in data 18 luglio, ha confermato la Presidente della Commissione europea con 401 voti favorevoli, 284 contrari, 15 astensioni e 7 schede nulle, dopo che ella ha presentato le sue linee guida con un discorso che ha convinto diversi europarlamentari indecisi, tra cui i Verdi che sono stati convinti dalle parole di Von der Leyen sul Green Deal. Tale approvazione cruciale ha così permesso l’avvio del processo di formazione ufficiale.

### Esplicative
1. 1 2  È stato possibile votare anticipatamente dal 29 maggio al 4 giugno e all'estero dal 29 maggio al 1º giugno.
2. 1 2  L'8 giugno in alcuni Dipartimenti francesi d'oltremare.
3. 1 2  I cittadini residenti nei paesi dell’Unione Europea possono votare di persona presso le rappresentanze diplomatiche l'8 e il 9 giugno.
4. 1 2  È stato possibile votare anticipatamente dal 4 al 6 giugno.
5. 1 2 3 4 5 6 7 8 9  Con liste semiaperte.
6. 1 2 3 4 5 6 7 8 9  Con voto di preferenza.
7. 1 2 3 4 5 6  Con liste bloccate.
8. 1 2  Il voto degli italiani residenti negli altri paesi membri dell'UE presso gli uffici consolari (per chi non ha optato di votare invece per i candidati del paese di residenza) di consueto ha luogo nei giorni precedenti.
9. ↑  Con possibilità di voto disgiunto.
10. 1 2 3  Proiezione basata su 705 seggi, anziché 720.
11. ↑  Proiezione basata su 715 seggi, anziché 720.
12. ↑  Poiché la media ponderata dell’affluenza delle elezioni del 2019 teneva conto anche dei dati del Regno Unito, i cui seggi al Parlamento europeo sono stati poi ripartiti fra gli altri Stati in seguito alla Brexit, il numero complessivo è stato necessariamente superiore. Tuttavia, se non si tenesse conto di quest’ultimo, la media del 2019 sarebbe del 49,33% e la differenza, dunque, sarebbe stata di  1,41%.
13. ↑  L'eurodeputato Nicolae Ștefănuță.

### Bibliografiche
1. ↑   Affluenza per anno; Risultati delle elezioni europee 2024; Parlamento Europeo, su election-results.eu. URL consultato il 14 luglio 2024.
2. ↑   Confermate le elezioni europee tra il 6 e il 9 giugno 2024 - Politica, su Agenzia ANSA, 22 maggio 2023. URL consultato il 4 luglio 2023.
3. ↑   Condé Nast, Alle prossime elezioni europee l'affluenza sarà più alta del solito, su Wired Italia, 7 giugno 2023. URL consultato il 9 dicembre 2023.
4. 1 2   Elezioni europee 2024: 15 seggi in più suddivisi tra 12 paesi, su europarl.europa.eu, 13 settembre 2023. URL consultato il 13 settembre 2023.
5. ↑   CONSIGLIO — DECISIONE DEL CONSIGLIO del 25 giugno 2002 e del 23 settembre 2002 (PDF), su eur-lex.europa.eu, Consiglio dell’Unione Europea.
6. ↑  (EN) MEP: 'Radical' electoral reform 'badly needed' for 2014, su euractiv.com, 13 ottobre 2008. URL consultato il 16 settembre 2023.
7. ↑  (EN) REPORT on a proposal for a modification of the Act concerning the election of the Members of the European Parliament by direct universal suffrage of 20 September 1976, su europarl.europa.eu. URL consultato il 16 settembre 2023.
8. ↑  (EN) Legislative observatory of the European Parliament, Procedure files on the Proposal for a modification of the Act concerning the election of the Members of the European Parliament by direct universal suffrage of 20 September 1976, su europarl.europa.eu.
9. ↑  (EN) European Parliament elections: Council reaches agreement on a set of measures to modernise EU electoral law, su consilium.europa.eu, 7 giugno 2018.
10. ↑  (EN) EUR-Lex - 32018D0994 - EN - EUR-Lex, su eur-lex.europa.eu. URL consultato il 22 agosto 2023.
11. ↑  (EN) Two years to go: What to expect from the 2024 European Parliament elections, su delorscentre.eu. URL consultato il 22 agosto 2023.
12. ↑  (DE) Zweidrittelmehrheit für EU-Sperrklausel, su das-parlament.de, 19 giugno 2023. URL consultato l'8 novembre 2023 (archiviato dall'url originale il 5 novembre 2023).
13. ↑  (EN) European Parliament votes in favor of reforming EU elections, su politico.eu, 3 maggio 2022. URL consultato il 22 agosto 2023.
14. ↑  (EN) LEAK: Most countries hesitant about EU electoral law reform, su euractiv.com, 5 luglio 2023. URL consultato il 22 agosto 2023.
15. 1 2   Trattato sull'Unione europea (versione consolidata), su eur-lex.europa.eu. URL consultato il 16 settembre 2023.
16. ↑   Cristiano, Elezioni Europee, come si vota? Tutto quello che serve sapere, su Cityrumors Abruzzo, 5 maggio 2024. URL consultato l'11 maggio 2024.
17. ↑  (EN) EU riles Portugal by teeing up June dates for 2024 elections, su politico.eu, 10 maggio 2023. URL consultato il 21 agosto 2023.
18. ↑  (EN) Council confirms 6 to 9 June 2024 as dates for next European Parliament elections, su consilium.europa.eu, 22 maggio 2023. URL consultato il 23 settembre 2023.
19. 1 2  (EN) European Parliament seat projection (January 2024): Left and Liberals lose, far-right ID group becomes third largest force, su foederalist.eu, 11 gennaio 2023.
20. ↑  (EN) Italian proposal for who gets British MEP seats, su politico.eu, 26 aprile 2017. URL consultato il 9 settembre 2022.
21. ↑  (EN) MEPs propose cut in their ranks after Brexit, su politico.eu, 7 settembre 2017. URL consultato il 9 settembre 2022.
22. ↑  (EN) Draft report on the composition of the European Parliament (2021/2229(INL) – 2023/0900(NLE)) (PDF), su europarl.europa.eu, 14 febbraio 2023. URL consultato il 19 aprile 2023.
23. ↑  (EN) European elections 2024: Parliament proposes more seats for nine EU countries, su europarl.europa.eu, 15 giugno 2023. URL consultato il 15 giugno 2023.
24. ↑  (EN) European Parliament set to grow by 15 MEPs in 2024, su politico.eu, 28 luglio 2023. URL consultato il 28 luglio 2023.
25. ↑  (EN) Kai Friederike Oelbermann e Friedrich Pukelsheim, The European Elections of May 2019 (PDF), su europarl.europa.eu, luglio 2020,  p. 14.
26. ↑  (DE, NL, FR) Wie wähle ich in Österreich, su elections.europa.eu, 26 marzo 2024.
27. ↑  (DE) Wie wähle ich in Belgien, su elections.europa.eu, 26 marzo 2024.
28. ↑  (EN) 16-year-olds in Belgium will be able to vote in European elections from 2024, su brusselstimes.com. URL consultato il 7 gennaio 2023.
29. ↑  (BG) Как да гласуваме в България, su elections.europa.eu, 7 maggio 2024.
30. ↑  (CY) Πώς θα ψηφίσετε στην Κύπρο, su elections.europa.eu, 26 marzo 2024.
31. ↑  (HR) Kako glasati u Hrvatskoj, su elections.europa.eu, 15 febbraio 2024.
32. ↑  (DE) Hvordan stemmer man i Danmark, su elections.europa.eu, 26 marzo 2024.
33. ↑  (EE) Kuidas hääletada Eestis, su elections.europa.eu, 30 aprile 2024.
34. ↑  (FI) Näin äänestät Suomessa, su elections.europa.eu, 15 febbraio 2024.
35. ↑  (FR) Comment voter en France, su elections.europa.eu, 26 marzo 2024.
36. ↑  (DE) Wie wähle ich in Deutschland, su elections.europa.eu, 26 marzo 2024.
37. ↑  (EL) Πως θα ψηφίσετε στην Ελλάδα, su elections.europa.eu, 26 marzo 2024.
38. ↑  (EN) Greece to test postal voting in EU elections for the first time, su euractiv.com, 1º dicembre 2023. URL consultato il 5 dicembre 2023.
39. ↑  (IE) Conas vótáil in Éirinn, su elections.europa.eu, 9 aprile 2024.
40. ↑   Come si vota in Italia, su elections.europa.eu, 7 maggio 2024.
41. ↑  Le elezioni in Italia avvengono nel collegio unico nazionale. Le 5 circoscrizioni riguardano solo i candidati e non i partiti, tanto che la ripartizione dei seggi fra esse non è predeterminata in maniera fissa.
42. ↑  (LV) Kā balsot Latvijā, su elections.europa.eu, 26 marzo 2024.
43. ↑  (LT) Kaip balsuoti Lietuvoje, su elections.europa.eu, 26 marzo 2024.
44. ↑  (FR) Comment voter au Luxembourg, su elections.europa.eu, 26 marzo 2024.
45. ↑  (MT) Kif tivvota f'Malta, su elections.europa.eu, 9 aprile 2024.
46. ↑  (NL) Hoe kan ik stemmen in Nederland, su elections.europa.eu, 19 aprile 2024.
47. ↑  (PL) Jak głosować w Polsce, su elections.europa.eu, 26 marzo 2024.
48. ↑  (PT) Como votar em Portugal, su elections.europa.eu, 26 marzo 2024.
49. ↑  (CS) Jak hlasovat v České republice, su elections.europa.eu, 11 aprile 2024.
50. ↑  (RO) Cum votezi în România, su elections.europa.eu, 26 marzo 2024.
51. ↑  (SK) Ako voliť na Slovensku, su elections.europa.eu, 26 marzo 2024.
52. ↑  (SI) Kako glasovati v Sloveniji, su elections.europa.eu, 26 marzo 2024.
53. ↑  (ES) Cómo votar en España, su elections.europa.eu, 26 marzo 2024.
54. ↑  (SV) Så röstar du i Sverige, su elections.europa.eu, 26 marzo 2024.
55. ↑  (HU) A szavazás módja Magyarországon, su elections.europa.eu, 26 marzo 2024.
56. ↑  (EN) What is a spitzenkandidat?, su euronews.com, 24 aprile 2019. URL consultato il 16 settembre 2023.
57. ↑  (EN) The EU’s Spitzenkandidat 2.0 is heading for a fall - Financial Times, su ft.com. URL consultato il 21 agosto 2023.
58. ↑  (EN) First clashes liven up last EU Spitzenkandidat debate ahead of election, su euractiv.com, 16 maggio 2019. URL consultato il 21 agosto 2023.
59. ↑  (EN) Who killed the Spitzenkandidat?, su politico.eu, 5 luglio 2019. URL consultato il 21 agosto 2023.
60. ↑  (EN) Future of spitzenkandidaten could rest on next year’s EU elections, su euronews.com, 19 maggio 2023. URL consultato il 21 agosto 2023.
61. ↑  (EN) Is the Spitzenkandidat system really dead? Not if we act now, su euractiv.com, 13 novembre 2019. URL consultato il 21 agosto 2023.
62. ↑  (EN) Why the EU’s Spitzenkandidaten procedure should be revived before the next European Parliament elections, su blogs.lse.ac.uk, 29 luglio 2021. URL consultato il 21 agosto 2023.
63. ↑  (EN) EPP backs spitzenkandidat, as other right parties abandon the process, su euractiv.com, 5 maggio 2023. URL consultato il 22 agosto 2023.
64. ↑  (EN) European Greens to field Spitzenkandidaten duo in 2024 EU elections, su europeangreens.eu. URL consultato il 22 agosto 2023 (archiviato dall'url originale il 29 settembre 2023).
65. ↑  (EN) The Left will have a spitzenkandidat for 2024 EU elections, su euractiv.com, 19 giugno 2023. URL consultato il 22 agosto 2023.
66. ↑  (EN) Liberals divided over 2024 EU election campaign strategy, su politico.eu, 5 luglio 2023. URL consultato il 22 agosto 2023.
67. ↑  (EN) Von der Leyen’s pitch for 5 more years: Yes to farmers, no to the far right, su POLITICO, 7 marzo 2024. URL consultato il 9 marzo 2024.
68. ↑   EPP eyes socialists, liberals for pro-EU coalition as Breton questions von der Leyen, su euractiv.com, Euractiv, 8 marzo 2024. URL consultato il 9 marzo 2024 (archiviato l'8 marzo 2024).
69. ↑   Michel Barnier refuses to back Ursula von der Leyen for second term as EU Commission chief, su politico.eu, Politico EU, 7 marzo 2024. URL consultato il 9 marzo 2024 (archiviato il 9 marzo 2024).
70. ↑  (EN) Socialists pick Nicolas Schmit to lead EU election campaign, su POLITICO, 18 gennaio 2024. URL consultato il 9 marzo 2024.
71. ↑   Liberals confirm lead candidate, adopt 2024 Manifesto in Brussels, su aldeparty.eu, 20 marzo 2024.
72. ↑   Low appetite for EU liberals’ election campaign kick-off, su Euractiv, 21 marzo 2024.
73. ↑   Estonia’s Kallas, Luxembourg’s Bettel rule out EU liberals lead candidate job, su Euractiv, 8 marzo 2024.
74. ↑  (ET) ERR, Kallas: ma ei hakka ALDE esikandidaadiks Euroopa Parlamendi valimistel, su ERR, 7 marzo 2024. URL consultato l'8 marzo 2024.
75. ↑  (EN) The convention of the European Democratic Party - Website of the European Democrats, su democrats.eu, 15 febbraio 2024. URL consultato il 9 marzo 2024.
76. ↑  (EN) Four Greens enter the race to become European Green Party leading candidates, su European Greens, 30 novembre 2023.
77. ↑   European Greens field Terry Reintke and Bas Eickhout as top candidates (‘Spitzenkandidaten’) for EU elections, su European Greens, 3 febbraio 2024. URL consultato il 12 febbraio 2024.
78. ↑  (EN) staff, Maylis Roßberg and Raül Romeva ratified as EFA Spitzenkandidaten tandem, su EFA - European Free Alliance, 23 ottobre 2023. URL consultato il 18 novembre 2023.
79. ↑  (DE) Anja Hirschel ist Spitzenkandidatin der Piratenpartei • Table.Media, su Table.Media, 31 gennaio 2024. URL consultato il 4 febbraio 2024.
80. ↑  (EN) Volt Europa Unveils Bold Vision for Europe and Elects New Leadership, su Volt Europa. URL consultato l'8 gennaio 2024 (archiviato dall'url originale il 1º gennaio 2024).
81. ↑   European Left General Aassembly In Ljubljana, su european-left.org.
82. ↑  (EN) Party European Left elects Walter Baier as spitzenkandidat, su european-left.org, 24 febbraio 2024. URL consultato il 25 febbraio 2024.
83. ↑   AGENCE EUROPE - Anders Vistisen to represent far right at EU level in pre-el..., su agenceurope.eu. URL consultato il 9 marzo 2024.
84. ↑   Daniele Magliocchetti, Europee 2024, da destra a sinistra parte la sfida elettorale, su Notizie.com, 5 maggio 2024. URL consultato il 25 maggio 2024.
85. ↑  (EN) Jennifer Rankin, How rising populism could shake up European elections, su The Guardian, 28 dicembre 2018. URL consultato il 21 agosto 2023.
86. ↑  (EN) Europe’s conservatives want a piece of Giorgia Meloni, su politico.eu, 24 gennaio 2023. URL consultato il 21 agosto 2023.
87. ↑  (EN) Europe’s largest political party veers right ahead of 2024 election - Financial Times, su ft.com. URL consultato il 21 agosto 2023.
88. ↑  (EN) Rosa Benediict Brunello Poettering, Can a Centre-Right Coalition Emerge After The Next EU Elections?, su London School of Economics and Political Science. URL consultato il 21 agosto 2023.
89. ↑   Sánchez sostiene il secondo mandato della von der Leyen, 5 luglio 2023. URL consultato il 21 settembre 2023.
90. ↑  (EN) Ursula von der Leyen discreetly considers second term as European Commission president, 23 aprile 2023. URL consultato il 21 agosto 2021.
91. ↑  (EN) Germany’s conservatives back EU’s von der Leyen for second term — if she wants it, su politico.eu, 17 aprile 2023. URL consultato il 21 agosto 2023.
92. ↑  (EN) Ursula von der Leyen is fighting for Europe’s conservative soul, su politico.eu, 3 agosto 2023. URL consultato il 21 agosto 2023.
93. 1 2 3 4 5 6 7 8 9 10 11  (EN) EU Election Projection 2024, su europeelects.eu.
94. ↑   European Parliament seat projection (April 2024): EPP far ahead, third place remains contested, Greens regain ground, su foederalist.eu, 26 aprile 2024.
95. ↑   European Parliament seat projection (February 2024): EPP extends lead, far-right surge slowed down, su foederalist.eu, 29 febbraio 2024.
96. ↑  (EN) Cornelius Hirsch, What if the 2024 European Parliament election were held today?, su linkedin.com, 11 dicembre 2023.
97. ↑  (EN) Cornelius Hirsch, What if the 2024 European Parliament election were held today?, su linkedin.com, 9 novembre 2023.
98. ↑   Manuel Müller, European Parliament seat projection (September 2023): Socialists are catching up, su foederalist.eu, 15 settembre 2023.
99. ↑  (EN) EU Parliament elections projection, su politico.eu, 15 settembre 2023.
100. ↑  (EN) Cornelius Hirsch, EU Parliament Seat Projection, su linkedin.com, 9 agosto 2023.
101. ↑  (EN) Manuel Müller, European Parliament seat projection (July 2023): How far will the new Parliament shift to the right?, su foederalist.eu, 20 luglio 2023.
102. ↑   Parlamento europeo 2024-2029 Sessione costitutiva, su Parlamento Europeo. URL consultato il 26 luglio 2024.
103. ↑  Rispetto alla precedente formazione “Identità e Democrazia” (ID).
104. 1 2 3   Abbiamo eletto il Parlamento Europeo, e ora?, su Il Post, 12 giugno 2024.
105. ↑   Il Consiglio Europeo ha approvato la nomina di Ursula von der Leyen a presidente della Commissione Europea, su Il Post, 27 giugno 2024. URL consultato il 27 giugno 2024.
106. ↑   Via libera del Consiglio europeo ai top jobs: passano von der Leyen, Costa e Kallas, su ansa.it, ANSA, 27 giugno 2024. URL consultato il 27 giugno 2024.
107. ↑   Ursula Von der Leyen rieletta alla Commissione Ue con 401 voti, su ansa.it, 18 luglio 2024. URL consultato il 18 luglio 2024.
108. ↑  (EN) Statement at the European Parliament Plenary by President Ursula von der Leyen, candidate for a second mandate 2024-2029, su ec.europa.eu, 18 luglio 2024. URL consultato il 18 luglio 2024.
109. ↑   I Verdi europei hanno scelto il male minore, su ilpost.it, Il Post, 19 luglio 2024. URL consultato il 19 luglio 2024.